# شلومو ليفي
شلومو ليفي (بالعبرية: שלמה לוי‏) (1 يونيو 1934 - 1 مايو 2003 في إسرائيل) هو لاعب كرة قدم إسرائيلي في مركز الهجوم. شارك مع منتخب إسرائيل لكرة القدم. أما مع النوادي، فقد لعب مع مكابي حيفا وهبوعيل حيفا وHapoel Ramat Gan Givatayim F.C. ‏ وMaccabi Hadera F.C. ‏ وHakoah Tel Aviv F.C. ‏.

## وصلات خارجية
- شلومو ليفي على موقع قاعدة بيانات كرة القدم.إي يو (الإنجليزية)
- شلومو ليفي على موقع ناشيونال فوتبول تيمز (الإنجليزية)